# Atlantida (sastav)
Atlantida je bio dubrovački glazbeni sastav.

## Povijest
Glazbeni sastav Atlantida sa svojim djelovanjem započeo je 1989. godine u Dubrovniku. Svoj prvi studijski album Eyes of reallity objavljuju 1994. godine u izdanju diskografske kuće Euroton. U drugoj fazi svog rada Atlantida, koristeći etno zvuk kao nadopunu, 1999. godine predstavlja EP Sami u kamenu. Atlantida 2000. godine privremeno prestaje s radom, no nakon nekoliko godina ponovo se okuplja i pod etiketom Croatia Recordsa objavljuje novi album Premalo za san. Snimaju spotove za pjesme Lutam pod oblacima, u kojoj nastupa poznati dubrovački glazbenik Ibrica Jusić, Dodir u bojama i Lađe. Sastav je prestao s radom 2017. godine, a pjevač Davor Erceg preminuo je 4 godine kasnije.

## Članovi sastava

### Originalna postava
Niko Novaković 
Mario Tomašić
Alan Lasić